# Machimus nigripes
Machimus nigripes là một loài ruồi trong họ Asilidae. Machimus nigripes được Ricardo miêu tả năm 1922. Loài này phân bố ở vùng nhiệt đới châu Phi.